# دمیتریس ترفیلوز
دمیتریس ترفیلوز (به انگلیسی: Dmitrijs Trefilovs) (زادهٔ ۱۳ مهٔ ۱۹۸۷) ژیمناست اهل کشور لتونی است.